# Соломбальская верфь
Соло́мбальская верфь — судостроительное предприятие, созданное по личному повелению Петра I на острове Соломбала вблизи Архангельска (на настоящее время является одним из районов города, входит в городскую черту) осенью 1693 года.  
Практически сразу стала важным центром морского кораблестроения России. На верфи строились 32-х, 52-х и 74-пушечные корабли с экипажами до 450 человек. Эти корабли поступали в состав Балтийского флота и Северной флотилии. Одно из старейших судостроительных предприятий России, Соломбальская верфь оказывала заметное влияние на экономику северного края, способствуя развитию лесопильного производства, морского судоходства, промыслов. Действовала она как казенная мануфактура в основном с применением наемного и принудительного труда. В 1713 году на ней работали 600 крестьян и посадских людей. В период наибольшего расцвета на ней работало до 5-6 тысяч человек.

## История

### Основание
Первый раз Пётр I прибыл в Архангельск в июле 1693 года для того, чтобы начать на Белом море строительство кораблей для российского военно-морского флота, а также ознакомиться с практикой морской коммерции торговых людей. Петр I учредил Архангельское адмиралтейство и приказал двинскому воеводе и губернатору Архангельска стольнику Ф.М.Апраксину возобновить сооружение Государственной Соломбальской верфи.
18 сентября Петр I собственноручно заложил, а 20 мая 1694 году лично участвовал в спуске на воду морского торгового корабля (малый 24—пушечный фрегат) «Св. Апостол Павел». Постройкой корабля руководили голландские мастера Никлас Вилим и Ян Ранс}.

### Период Северной войны
С началом Северной войны Белое море стало для России единственным безопасным торговым путём в Западную Европу. В связи с этим выросла и производственная активность Соломбальской верфи.
В 1700—1702 годах в Соломбале построили 6 больших трехмачтовых торговых судов типа флейт («Святой апостол Андрей», «Святой Пётр», «Святой Павел», «Рычард Энжен», «Экс-бой», «Меркуриус») с 3 дробовыми пушками-басами каждое. В мае 1702 года подготовили спуск фрегаты «Курьер», «Святой Дух» и «Святой Илья».
Первоначально суда строили для защиты Архангельска от шведского флота, но вскоре Петр приказал перетащить их волоком до Онежского озера, а оттуда перевезти в Неву. Во время третьего приезда Петра началось расширение Архангельского порта и Соломбальской верфи. Государь был настолько доволен деятельностью возглавлявшего верфь голштинца Э. И. Идеса, что в 1704 году передал ему на год флейт «Св. Павел», а в 1706 году продал ему этот трехмачтовый военный транспорт за полцены — 1800 руб.
1708 году на Соломбальской судоверфи началось строительство военных кораблей для пополнения Балтийского флота. В 1710 году были спущены со стапелей два фрегата «Св. Пётр» и «Св. Павел». Занимался строительством голландский мастер Выбе Геренс.
В 1711 году верфью начал руководить помор-судостроитель Ф. А. Баженин, который к тому времени имел уже и свою, частную верфь.
В 1713 году на верфи была закончена постройка линейного корабля «Архангел Гавриил», а 20 июня 1713 года были заложены ещё два таких же 52-пушечных линейных корабля — «Архангел Варахаил» и «Архангел Селафаил».
К 1718 на Соломбальской верфи были спущены на воду 12 кораблей, часть из них с 1710 года переводилась на Балтику.
До 1725 года на Соломбальской верфи было построено 126 судов 12 типов. К 1729 году Архангельск стал одним из главных кораблестроительных центров России.

### Период между Северной войной и царствованием императрицы Елизаветы Петровны
После окончания Северной войны неоднократно поднимался вопрос о закрытии верфи. Это было связано с активным развитием Петербургского порта. Внешняя торговля через Архангельск снижалась и была ограничена товарами местного происхождения. Это привело к полному прекращению работ на Соломбальской верфи. Однако в 1732 году Воинская морская комиссия обследовала северные леса и, убедившись в больших запасах подходящей древесины, рекомендовала возобновить в Архангельске казённое судостроение. Летом и осенью того же года верфь начала работать под руководством корабельного мастера англичанина Р. Козенца. В 1734 году морские команды, специально посланные с Балтики, восстановили Соломбальскую верфь, возвели новые смольню, амбары, такелажные мастерские, кузницы, сухой док, канатный завод.
В 1734 году были заложены три 54—пушечных линейных корабля: «Город Архангельск» по чертежам И. Зуева и Л. Ямеса (спущен на воду 22 июня 1735 года), «Северная Звезда» по чертежу И. Петрова (спущен 15 июля 1735 года), «Св. Андрей» (спущен на воду 10 сентября 1735 года).
В 1734 году на территории верфи был открыт морской госпиталь, который на протяжении многих лет готовил лекарей для судов, обслуживал судостроителей и военных моряков.
В 1735 году были заложены два фрегата: «Гектор» (заложен 7 октября 1735 года, спущен 30 мая 1736 года) и «Кавалер» (заложен 6 ноября 1736 года, спущен 5 июля 1737 года).
29 марта 1736 года капитан-лейтенант Я. Брант по своим чертежам заложил линейный корабль «Нептунус», который был спущен 29 июня 1736 года. 1 сентября им же был заложен фрегат «Воин» (по чертежу корабельного подмастерья В. Батакова), который был спущен 24 мая 1737 года. В 1738 году был спущен на воду линейный корабль «Кронштадт».
С 1738 года верфь временно перешла на строительство вспомогательных и мелких судов. В связи с неудобством ежедневной доставки на верфь рабочих из соседних деревень (Заостровье, Кего и др.) в Соломбале для них построили казармы. Многие рабочие имели здесь собственные дома. Вместе с матросскими казармами и домами офицеров эти постройки образовали к 1740 году Адмиралтейскую Слободу.
3 мая 1739 года В. Батаков (ставший к этому времени корабельным мастером) заложил 54—пушечный линейный корабль «Св. Пантелеймон» (спущен 11 мая 1740 года). 10 июля 1739 года мастер П. Г. Качалов заложил линейный корабль «Св. Исакий» (спущен 18 мая 1740 года), а в октябре 1739 года мастером Ямесом был спущен линейный корабль «Леферм». В мае 1740 года со стапелей сошли фрегаты «Аполлон» и «Меркуриус», а через год со стапелей сошли линейные корабли «Счастие» и «Правительница Российская» (переименован позднее в «Благополучие»).
К осени 1741 года корабельные мастера Ямес, А. Сютерланд, Качалов заложили три 66—пушечных линейных корабля — «Фридемакер», «Лесное», «Полтава». 2 сентября 1741 года Ф. Осокин заложил 80—пушечный линейный корабль «Св. Павел». По проекту О. Ная построили 3 бомбардирских корабля. Под Архангельском в Лапоминке был построен для Балтики мачт—лихтер (ремонтное судно).

### Царствование Елизаветы Петровны
С воцарением императрицы Елизаветы Петровны строительство военного флота усилилось. Возросла нагрузка на Соломбальскуюю верфь.
В 1744 году верфь получила заказ на 5 пинок для Балтики.
В 1748 году Адмиралтейств-коллегия специально отметила прочность и дешевизну архангельских кораблей по сравнению с балтийскими.
В сентябре 1758 года в Соломбале были спущены на воду 80—пушечные линейные корабли «Св. апостол Андрей Первозванный» и «Св. Климент Папа Римский».
В 1760 году Адмиралтейство и Соломбальскую верфь капитально отремонтировали и расширили, возвели 2 новых линии рабочих казарм.

### Конец XVIII—XIX век
С 1783 года Соломбальской верфью руководил англичанин Гунин. Вместе с русским мастером М. Д. Портновым он построил за 7 лет 16 линейных кораблей. Всего в последнюю четверть XVIII века для Балтики были сооружены 41 линейный корабль и 27 фрегатов. Верфь выпускала как корабли военных типов, так и торговые морские корабли по заказам иностранных негоциантов и российских купцов.
В 1764 году на верфи строились два 66—пушечных линейных корабля для Кронштадта. В том же году со стапелей сошли 3 фрегата с двойной обшивкой для полярной экспедиции капитана В. Я. Чичагова. В 1776 в постройке находились 5 линейных кораблей.
В общей сложности в 1734—1800 годах на Соломбальской верфи было построено 104 линейных корабля, 32 фрегата и 62 малых судна. Серия из 58—ми кораблей типа «Слава России» (66—пушечных), построенная соломбальцами, была самой большой серией крупных кораблей Российского Императорского флота. На его основе на Соломбальской верфи построено ещё 28 кораблей типа «Азия» (66—пушечных).
С 1800 года строительство линейных кораблей в Соломбале сократилось. В 1800—1850 годах было построено лишь 48 линейных кораблей. Из-за недостатка лиственницы корабли строились из сосны, а детали делались из дуба.
В 1801 году корабельным мастером Г. Игнатьевым на Соломбальской верфи было завершено строительство фрегата «Спешный». Проект корабля, пропорции корпуса оказались настолько удачными, что по его чертежам на верфях Архангельска и С.-Петербурга с 1801 по 1844 год было построено еще 33 фрегата одинаковых типоразмеров. Это была самая крупная серия русских парусных фрегатов 44-пушечного ранга (34 единицы). 16 из 34 фрегатов этого типа были построены именно соломбальскими корабелами.
В 1820 году Главная контора над портом начала строительство в Соломбале трёх монументальных каменных зданий. Одно из них предназначалось для адмиралтейства, два других — флотскому полуэкипажу, из которого формировались команды для строившихся на Соломбальской верфи судов. Строительство закончилось в 1825 году.
В 1820 году на верфи были построены новые казармы для рабочих на 3,5 тыс. человек, в 1831 году — мастерские, литейный завод, паровая кузница, гавань у реки Курьи. Лес на верфь с 1823 года перестали сплавлять по рекам, чтобы предохранить от воздействия влаги. Части корпуса изготавливались по лекалам ещё в лесу, что ускоряло сушку деталей и удешевляло перевозку.
В 1825 году на Соломбальской верфи был построен один из первых 12 пароходов России — колёсный пароход «Лёгкий» для нужд Архангельского порта.
В 1830—1840 годах Соломбальская верфь была одной из 3 крупнейших в России (еще 2 в Петербурге).
В 1831—1851 годах в Соломбале сооружены последние 14 парусных линейных кораблей, в том числе 74—пушечный «Вилагош» (1851). А 19 мая 1852 года на воду спустили последний парусный фрегат «Диана» (52 пушки).
С появлением парового двигателя строительство кораблей в Архангельске почти прекратилось (в 1851—1860 годах было построено 9 клиперов и фрегатов).
В 1853 году был спущен первый в России паровой винтовой фрегат «Полкан» (44 пушки), а в 1859 году — пароходофрегат «Соломбала» (мощн. машин — 240 л. с.).
В середине XIX века разразился кризис как в частном, так и в казенном парусном судостроении. Он был вызван необходимостью перехода от деревянных парусных к железным паровым судам. У государства не было средств и необходимости для переоборудования верфей на второстепенном тогда северном морском театре. Кроме того, в Архангельске не было металлургических заводов, не было машиностроительных предприятий и даже не было надежной транспортной связи с промышленными центрами России. Наконец, интенсивная вырубка корабельных рощ вдоль Северной Двины способствовала быстрому её обмелению, что затрудняло выведение построенных на Соломбальской верфи кораблей.
В 1859 году из-за сокращения строительства деревянных военных судов корабельные рощи передали в фонд удельных и казенных лесов.
В 1862 году высочайшим повелением упразднялись Архангельский военный порт и Соломбальская верфь. Уже в 1887 году на месте Соломбальской судоверфи были построены мастерские Управления работ по улучшению Архангельского торгового порта. Позднее на их месте был учрежден Государственный судоремонтный завод.
Всего за время существования Соломбальской верфи на её стапелях было построено: 481 единица боевых кораблей и гражданских судов, в том числе 152 линейных корабля и 81 фрегат а также: яхты, шнявы, флейты, брандеры, боты, гукоры, пинки, лихтеры и киль—лихтеры, бригантины, катера, канонерские лодки, шлюпы, плавучие батареи, тендеры.

## Знаменитые мастера—корабелы
- Мастер А. М. Курочкин (1770—1842, на Соломбальском кладбище сохранилась его могила) — за 25 лет построил 87 кораблей и был удостоен звания генерал-майора[3].
- Мастер В. А. Ершов (около 1780—1860), генерал-лейтенант Корпуса корабельных инженеров, построил более 60 кораблей.
- Мастер Ф. Т. Загуляев (1792—1858) — создал за 54 года работы 61 судно[3].
- Мастер Г. Игнатьев — построил 33 линейных корабля и фрегата[3].
- Мастер М. Д. Портнов — заложил 35 кораблей[3].
- Мастер В. А. Селянинов — корабельный мастер бригадирского ранга, генерал-майор.